# Troubleshooter
Troubleshooter es el tercer EP del grupo femenino surcoreano Kep1er, que fue lanzado el 13 de octubre de 2022 por Wake One Entertainment y Swing Entertainment, y distribuido por Stone Music . El EP contiene cinco canciones, incluyendo el sencillo principal «We Fresh» y una versión remasterizada de «The Girls», sencillo previamente lanzado.

## Antecedentes y lanzamiento
El 26 de septiembre de 2022, las redes sociales oficiales de Kep1er informaron mediante un breve anuncio el lanzamiento de su tercer miniálbum, que ha de ser lanzado el día 13 de octubre de 2022, bajo el título de Troubleshooter. El anuncio fue acompañado de un póster, donde una antigua computadora revela en su pantalla la información del nuevo regreso musical del grupo. Dos días después, se reveló la lista de canciones del EP por medio de un póster. Durante los siguientes días, diversas imágenes promocionales también fueron publicadas en las redes oficiales.

## Promoción
Antes del lanzamiento de Troubleshooter, el 10 de octubre de 2022, el grupo realizó su primera reunión de fans llamada "2022 Kep1er Fan Meeting 'Kep1anet'", donde interpretaron "Dreams" a modo de prelanzamiento.

## Lista de canciones
| CD / Descarga digital |                                                  |                                                                                            |                                                                         |                                                                   |          |  |
| N.º                   | Título                                           | Letras                                                                                     | Música                                                                  | Arreglos                                                          | Duración |  |
| 1.                    | «We Fresh»                                       | KZ, Nthonius, Meisobo, 비오 (B.O.)                                                         | KZ, 비오 (B.O.)                                                         | Nthonius, Meisobo                                                 | 3:15     |  |
| 2.                    | «Lion Tamer»                                     | Daniel Kim, Frankie Day, Charlotte Wilson, THE HUB 88                                      | bay (153/Joombas)                                                       | Daniel Kim                                                        | 3:02     |  |
| 3.                    | «Downtown»                                       | Mirror BOY (220VOLT), D.ham (220VOLT), 문한미루 (220VOLT), 든든맨, 보란                    | Mirror BOY (220VOLT), D.ham (220VOLT), 문한미루 (220VOLT), 든든맨, 보란 | Mirror BOY (220VOLT), D.ham (220VOLT), 문한미루 (220VOLT), 든든맨 | 2:37     |  |
| 4.                    | «Dreams»                                         | 영광의 얼굴들 (Full8loom), HARRY (Full8loom), 진리 (Full8loom), 문연 (Full8loom), Codename | 진리 (Full8loom), 문연 (Full8loom)                                      | 영광의 얼굴들 (Full8loom), HARRY (Full8loom)                      | 3:22     |  |
| 5.                    | «The Girls (Can't Turn Me Down)» (remasterizado) | Harold Philippon, Andy Love (THG/Sony)                                                     | 정하리 (153/Joombas), WWWAVE (PAPERMAKER)                               | Alawn (THG/Sony)                                                  | 3:58     |  |
| 16:14                 |                                                  |                                                                                            |                                                                         |                                                                   |          |  |

## Historial de lanzamiento
| Región        | Fecha                 | Formato                     | Sello discográfico                                       |
| ------------- | --------------------- | --------------------------- | -------------------------------------------------------- |
| Mundo         | 13 de octubre de 2022 | descarga digital, streaming | Wake One Entertainment, Swing Entertainment, Stone Music |
| Corea del Sur | 13 de octubre de 2022 | CD                          | Wake One Entertainment, Swing Entertainment, Stone Music |